# Hawk Koch
Hawk Koch (Los Angeles, 14 dicembre 1945) è un produttore cinematografico statunitense, presidente emerito dell'Academy of Motion Picture Arts and Sciences.

## Biografia
Di famiglia ebraica non praticante, nasce a Los Angeles, California. Suo padre, Howard W. Koch, è presidente dell'Academy dal 1977 al 1979.
Hawk Koch è sposato con la psicoanalista e scrittrice Molly Jordan Koch ed ha tre figli: Billy, Emily Anne e Robby.
In precedenza fu sposato con Rita Litter, Marcia e Joanna Pacuła.

## Filmografia
- Detective Harper: acqua alla gola (1975), produttore associato
- L'altra faccia di mezzanotte (1977), produttore esecutivo
- Il paradiso può attendere (1978), produttore esecutivo
- Scusi, dov'è il West? (1979), produttore esecutivo
- Rock Machine (1980)
- Crazy Runners - Quei pazzi pazzi sulle autostrade (1981)
- Nudi in paradiso (1983)
- La fortezza (1983)
- Gorky Park (1983)
- Il Papa del Greenwich Village (1984)
- La lunga strada verso casa (1990)
- Campioni di guai (1991), produttore esecutivo
- Fusi di testa (1992), produttore esecutivo
- Maledetta ambizione (1993), produttore esecutivo
- Sliver (1993), produttore esecutivo
- Fusi di testa 2  (1993), produttore esecutivo
- Lontano da Isaiah (1995)
- Virtuality (1995), produttore esecutivo
- Schegge di paura (1996), produttore esecutivo
- L'amore è un trucco (1997)
- Tentazioni d'amore (2000)
- Frequency - Il futuro è in ascolto (2000)
- Danni collaterali (2002), produttore esecutivo
- Hostage (2005), produttore esecutivo
- Blood and Chocolate (2007)
- Il caso Thomas Crawford (2007), produttore esecutivo
- Nella rete del serial killer (2008)
- Source Code (2011), produttore esecutivo
- Very Good Girls (2013), produttore esecutivo